# Ганс Шойфелін
Ганс Леонгарт Шойфелін (нім. Hans Leonhard Schäufelein) — німецький маляр, рисувальник і графік доби Відродження.

## Біографія
Учень Міхаеля Вольгемута й асистент Альбрехта Дюрера. У 1503–07 рр. працював у Нюрнберзі. У 1507–08 рр. перебував у майстерні Ганса Гольбейна в Аугсбурзі. Потім переїхав у Тіроль. 1514 року відкрив власну майстерню в Нердлінгені, де в 1515 р. отримав посаду міського живописця.

## Творчість
Виконав багато вівтарних картин і портретів, а також великоформатних ксилографій. Також творив мальовані епітафії, малюнки на дерев'яному полотні, книжкові гравюри та гральні карти. Ілюстрував твори Ульріха Піндера: Der beschlossen gart des rosenkrantz Mariae (Нюрнберг 1505 р.) — 337 дереворитів та Speculum passionis domini nostri Ihesu christi (Нюрнберг 1507 р.) — 29 дереворитів. На замовлення Максиміліана I виконав цикл дереворитів для таких літературних творів: «Тоєрданк» (бл. 1511), «Тріумфальна процесія» (бл. 1512), «Вейскуніґ. Білий король» (бл. 1514). Нердлінгенська ратуша зберегла його фреску на біблійну тематику: «Переможна оборона міста Бетулія проти Олоферна» (1515 р.)
На творчість Шойфеліна вплинули Альбрехт Дюрер, Ганс Гольбейн Старший, Лукас Кранах Старший та Брей Йорг.

## Галерея

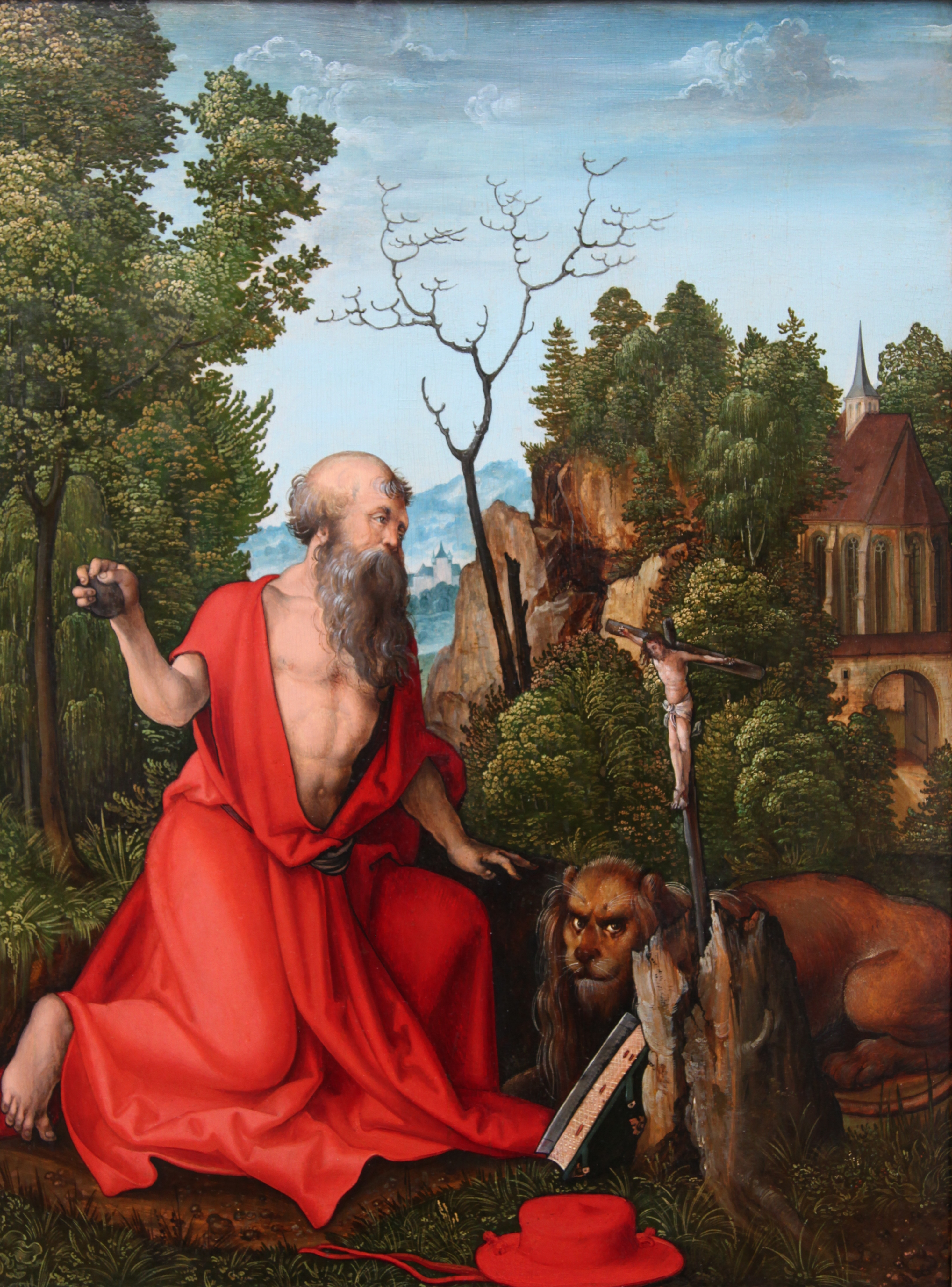
Святий Єронім
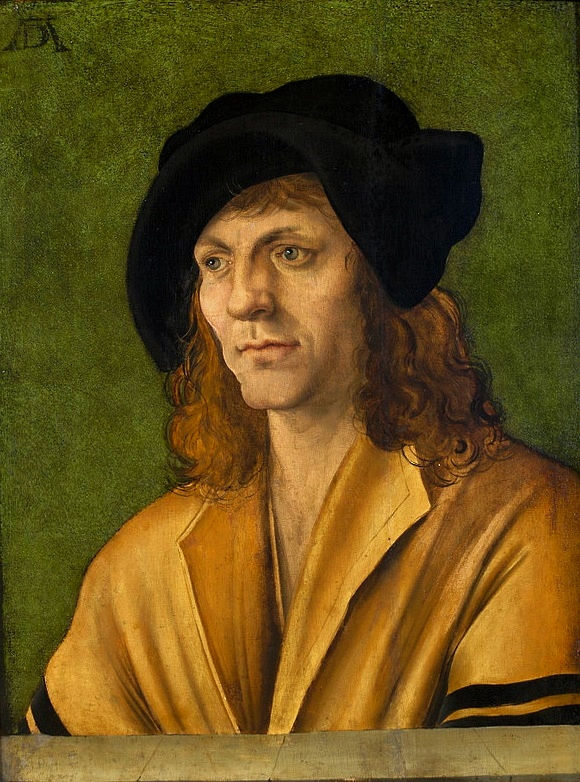
Портрет молодика у жовтому кафтані
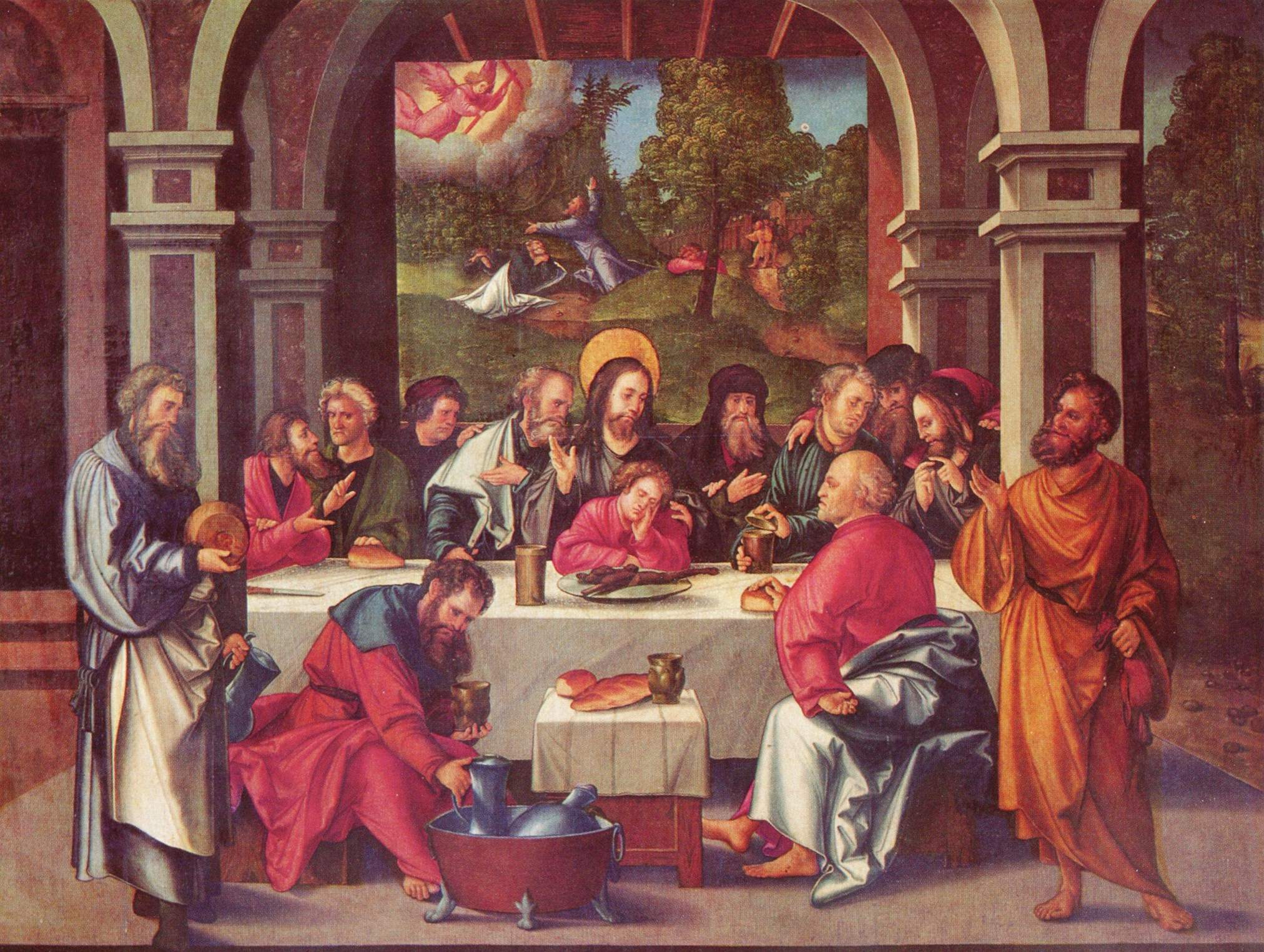
Тайна вечеря

## Вибрані твори
- Христос прощається з Богородицею —  1504-05, 47,5 x 18,6 cm, Берлінська картинна галерея
- Св. Єронім у пустелі —  1504-05, 47 x 35 cm, Берлінська картинна галерея
- Портрет чоловіка —  1505, Боргезе, Рим
- Народження Христа —  1506-7, 132 × 120 cm, Гамбурзька картинна галерея
- Портрет чоловіка —  1507, 40 × 32 cm Національна мистецька галерея, Вашингтон
- Портрет молодика у жовтому кафтані —  ok. 1507, 41 × 31,5 cm, Національний музей, Варшава
- Поклоніння пастухам —  бл. 1510, 58 × 56.6 cm, Клівлендський музей мистецтв
- Успіння Пресвятої Богородиці  бл. 1510, 140 × 135 cm, Музей мистецтва Метрополітен, Нью-Йорк
- Тайна вечеря —  1511, 81,5 x 109,5 cm, Берлінська картинна галерея
- Голова чоловіка з бородою (Апостол Павло?) —  1511, 28 × 21 cm, Німецький національний музей, Нюрнберг
- Тайна вечеря —  1515, 129 × 176 cm, Катедра в Улмі
- Агонія в саду —  1516, Стара пінакотека, Мюнхен
- Портрет Олександра Гуммеля —  1531, Державна галерея, Аугсбург
- Святий Єронім —  Німецький національний музей, Нюрнберг